# За щелчок
«За щелчок» — советский короткометражный рисованный мультфильм 1977 года.
Первый из трёх сюжетов мультипликационного альманаха «Весёлая карусель» № 9.

## Сюжет
Мультфильм про зайчика, который ходил по лесу и предлагал зверятам угоститься морковкой. Морковку зайчик протягивал, но в последний момент выдёргивал её из их лап и предлагал уже «за щелчок». Он успел щелкнуть по лбу барсучонка и белочку, и им было очень больно.
Так продолжалось до тех пор, пока он не встретился с бараном. Повторив своё предложение «за щелчок», когда баран захотел полакомиться капустой, зайчик ушиб палец об его крепкий лоб. Капусту баран съел, даже не заметив щелчка и не обратив внимание на то, что сам зайчик, страдая от боли в пальце, завертелся, как волчок.
Прибежал заяц с больным пальцем к врачу-медведю. Медведь посмотрел и, усмехнувшись, повторил его же фразу: «Ну что? За щелчок?» Мультфильм заканчивается крупным планом перевязанного заячьего пальца и самого зайчика, покрасневшего от стыда.

## Съёмочная группа
| автор сценария                        | Владимир Капнинский |
| режиссёр                              | Леонид Каюков       |
| художник-постановщик и мультипликатор | Гелий Аркадьев      |
| композитор                            | Игорь Ефремов       |